# Cephalodella euknema
Cephalodella euknema är en hjuldjursart som beskrevs av Myers 1934. Cephalodella euknema ingår i släktet Cephalodella och familjen Notommatidae. Inga underarter finns listade i Catalogue of Life.